# Anisotropia fluorescente
Em química, a anisotropia fluorescente mede a difusão rotacional de uma molécula a partir da diferênca na correlação de polarização em fluorescência, quer dizer, entre os fotões que excitam e os emitidos (fluorescentes). Esta correlação permite medir o "tempo de rotação" de uma molécula no seu conjunto, ou de uma parte da molécula em relação ao todo.  A partir das constantes de difusão rotacional, pode-se estimar de forma aproximada a forma de uma macromolécula.